# لاحميات الشكل
لاحميات الشكل (الاسم العلمي: Carnivoramorpha)، وهي فرع حيوي من الثدييات المشيمية التي هي فرع من عموم اللواحم من الرتبة المتوسطة الأوابد والتي تشمل المجموعة الحديثة من رتبة اللواحم وأقاربها الجذعية المنقرضة.